# Banco Dogger
El Banco Dogger  es un gran banco arenoso submarino situado en la zona central del mar del Norte, a 100 km de la costa de Gran Bretaña. Justo al norte del banco se cruzan las líneas que demarcan los derechos internacionales de Reino Unido, Países Bajos, Alemania, Dinamarca y Noruega en el Mar del Norte; todos menos Noruega tienen derechos sobre el propio banco. Se extiende sobre un área cuya superficie es de unos 17 600 km², siendo sus dimensiones, a 35 m de profundidad, de 260 km de largo y de 97,5 km de ancho. En el extremo más occidental tiene su menor profundidad: 15 m.

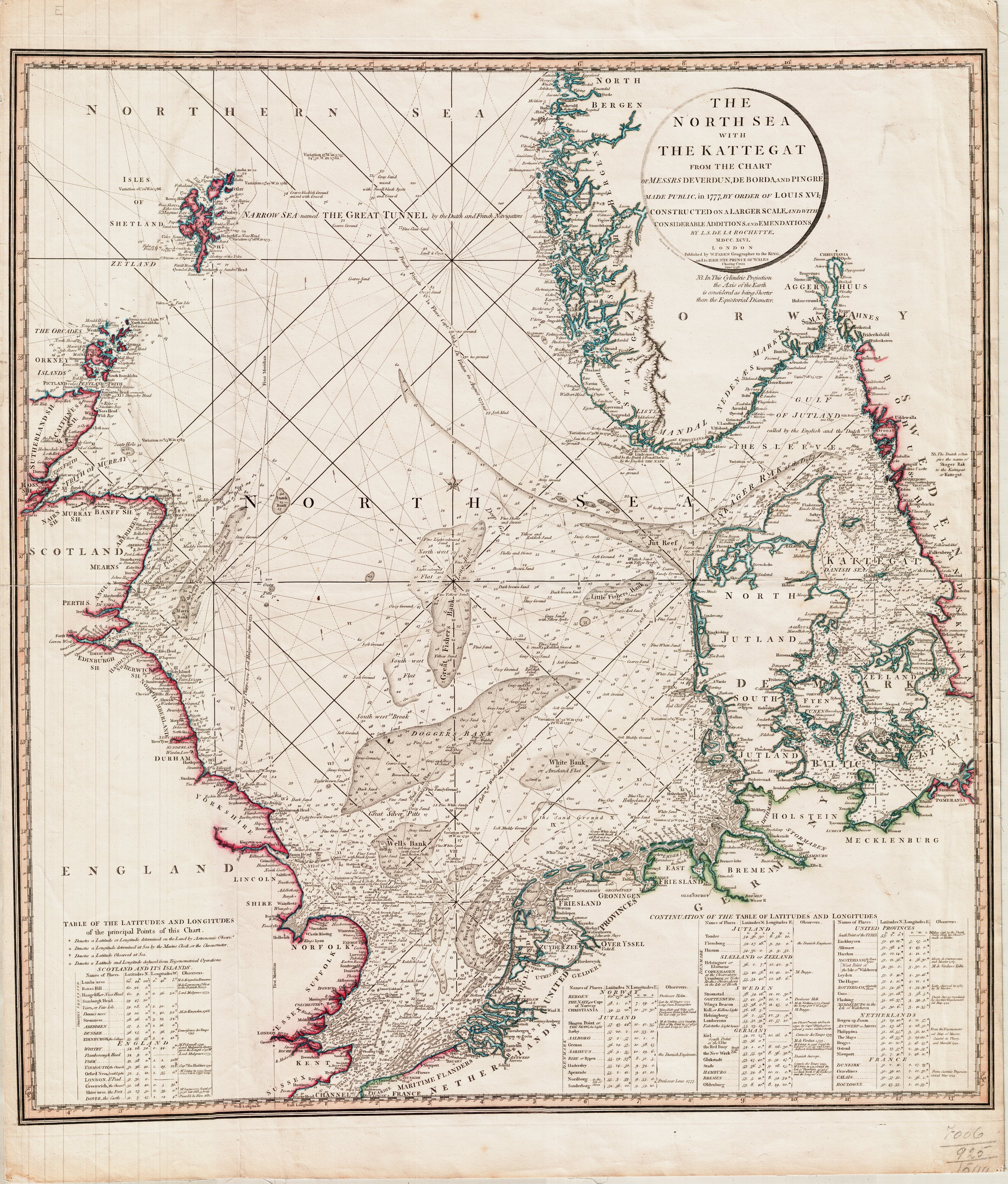
Carta naval inglesa del Mar del Norte y el Kattegat (1796). Hecha sobre otra francesa de 1777.

Geológicamente, consiste en una morrena formada en el límite meridional del inlandsis europeo durante la última Edad del Hielo, siendo por tanto tierra emergida en esta etapa (bien una isla o un área unida directamente al continente) que suele recibir la denominación de Doggerland.
Los pesqueros de arrastre suelen dragar grandes cantidades de turba de pantano, con numerosos dientes y colmillos de rinocerontes lanudos y mamuts, y, ocasionalmente, también artefactos de caza paleolíticos.

## Historia
El banco ha sido escenario de varios enfrentamientos navales, principal origen de los numerosos pecios allí existentes.

### Batalla del banco Dogger (1696)
En el transcurso de la guerra de los Nueve Años, el 17 de junio de 1696, el corsario francés Jean Bart, al mando de 7 fragatas y 5 naves más, encontró en la zona un convoy de 112 barcos mercantes holandeses con una mínima escolta de 5 fragatas.

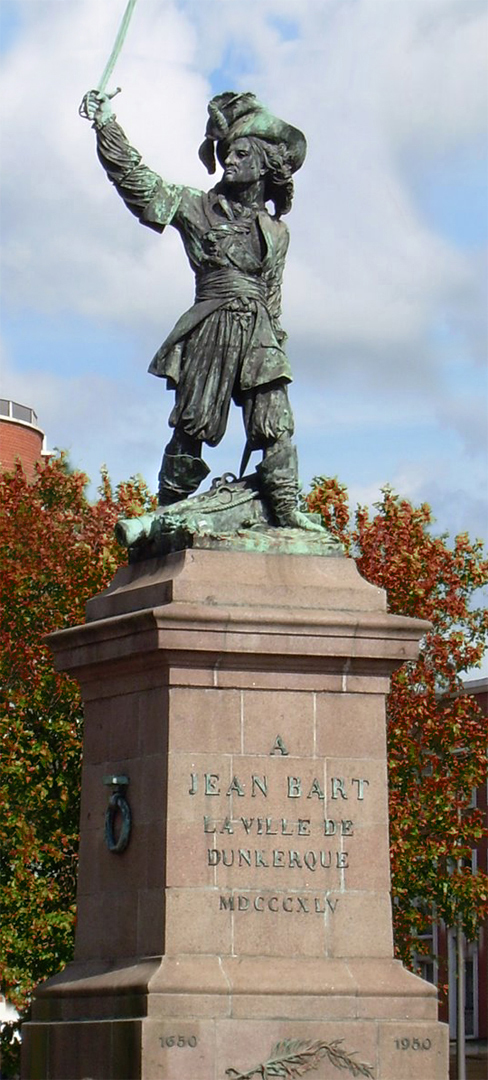
Monumento a Jean Bart en Dunkerque, obra de David d'Angers.

Entablada la batalla y tras tres horas de lucha, la nave capitana holandesa fue abordada por la nave principal francesa y muerto su comandante. Las naves holandesas fueron rindiéndose una tras otra.
La victoria francesa se consumó a tiempo para escapar, pues una escuadra británica de 18 barcos se acercaba al lugar.

### Batalla del Banco Dogger (1781)
El 5 de agosto de 1781, en el transcurso de la cuarta guerra anglo-neerlandesa, una escuadra de la Royal Navy que escoltaba un convoy británico procedente del Báltico avistó una flota enemiga, que también escoltaba navíos mercantes. Tras dejar a salvo los mercantes, el vicealmirante Sir Hyde Parker fue en busca de los holandeses. Estos, comandados por el vicealmirante Johan Zoutman, colocaron sus barcos en línea protegiendo las naves mercantes.

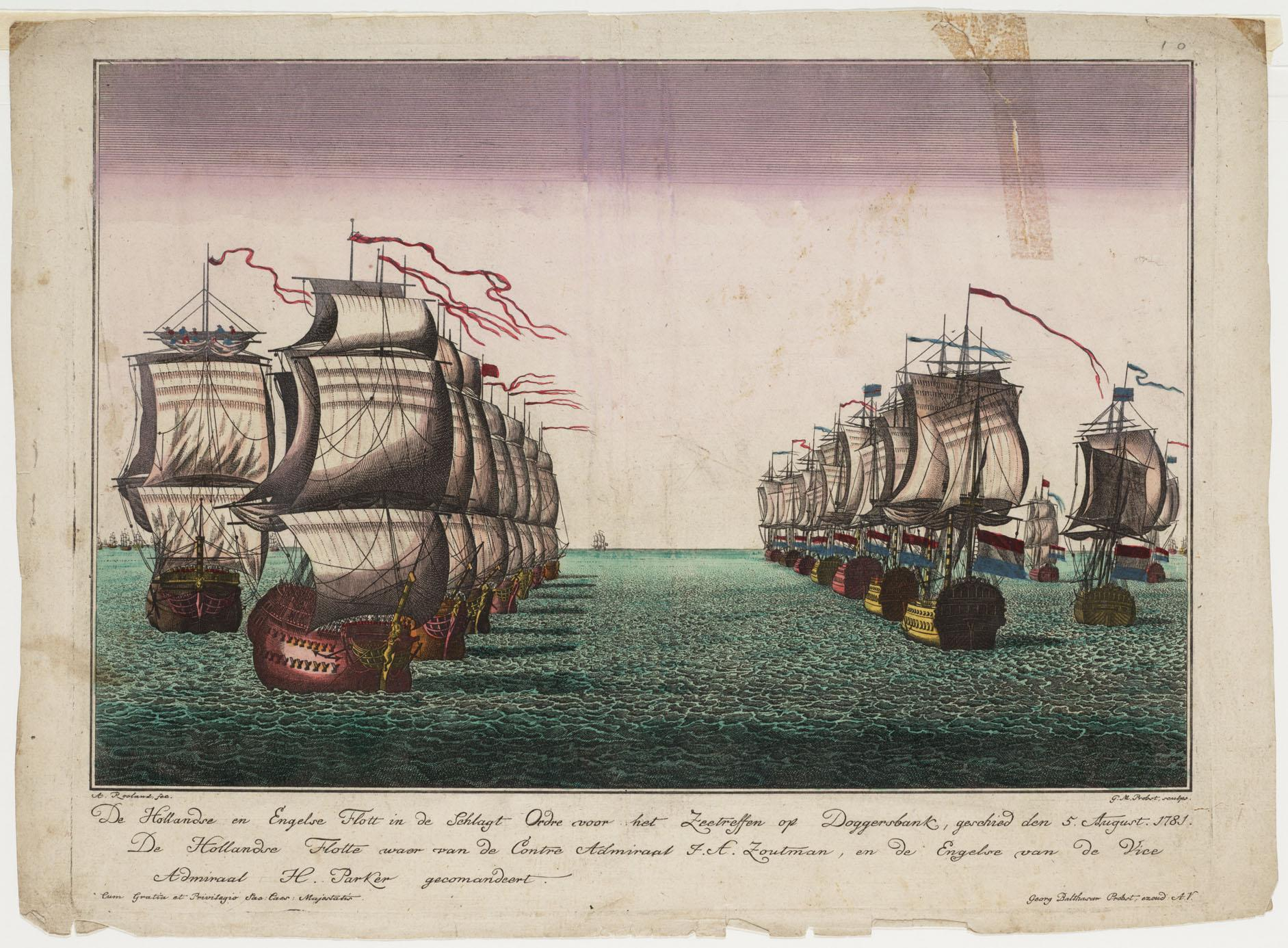

Las fuerzas estaban bastante igualadas, y tras tres horas intercambiando cañonazos, cada flota viró y se volvió a puerto.
Ambos países lo celebraron como victoria propia.

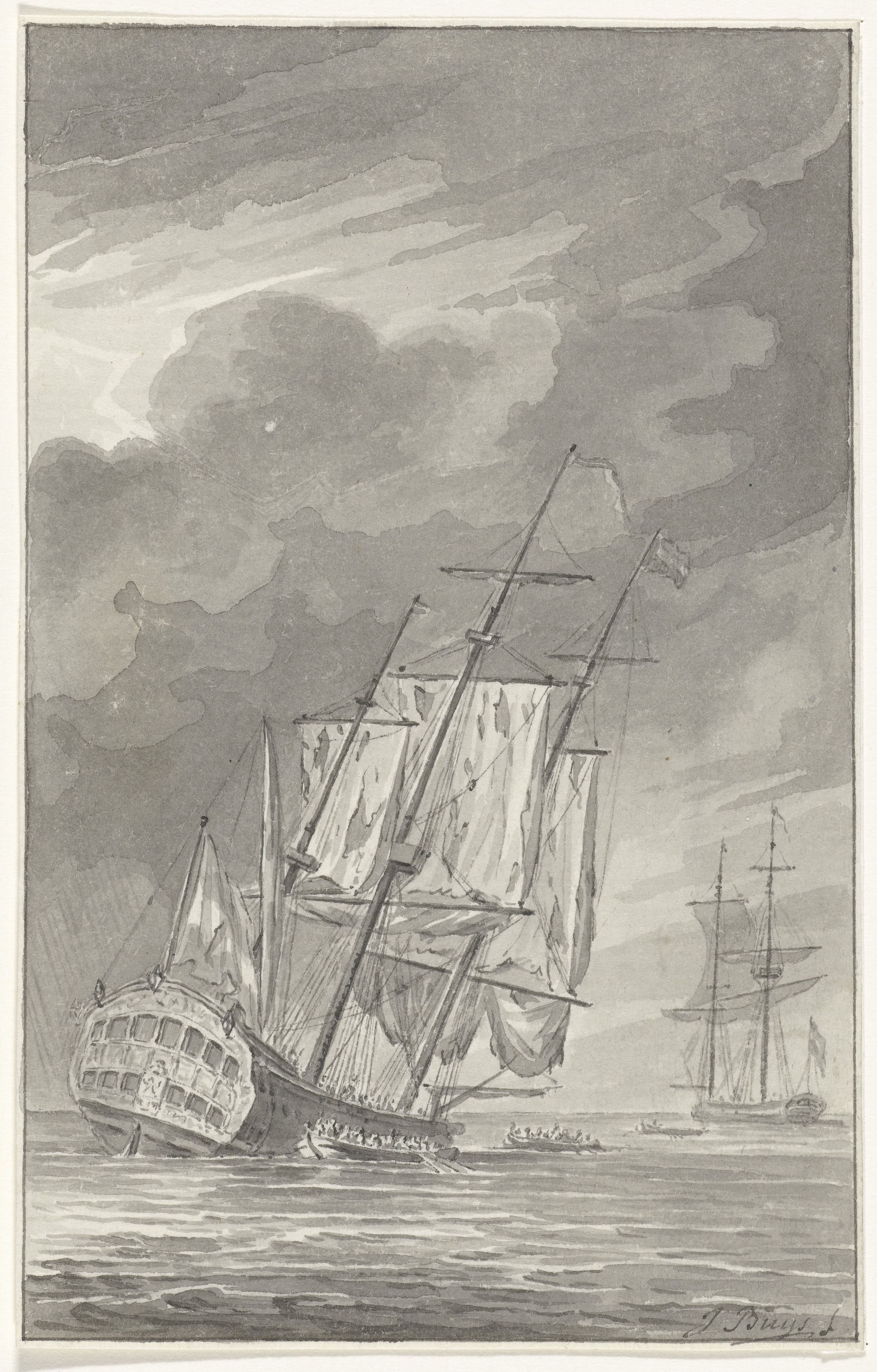
Barco holandés tras la batalla

### Incidente del banco Dogger (1904)
Durante la guerra ruso-japonesa, la Flota del Báltico fue enviada a Port Arthur, en el Pacífico, para intentar decantar la guerra del lado ruso. En la mañana del 22 de octubre de 1904, los barcos de guerra rusos abrieron fuego sobre varios pesqueros británicos al confundirlos con lanchas torpederas japonesas.

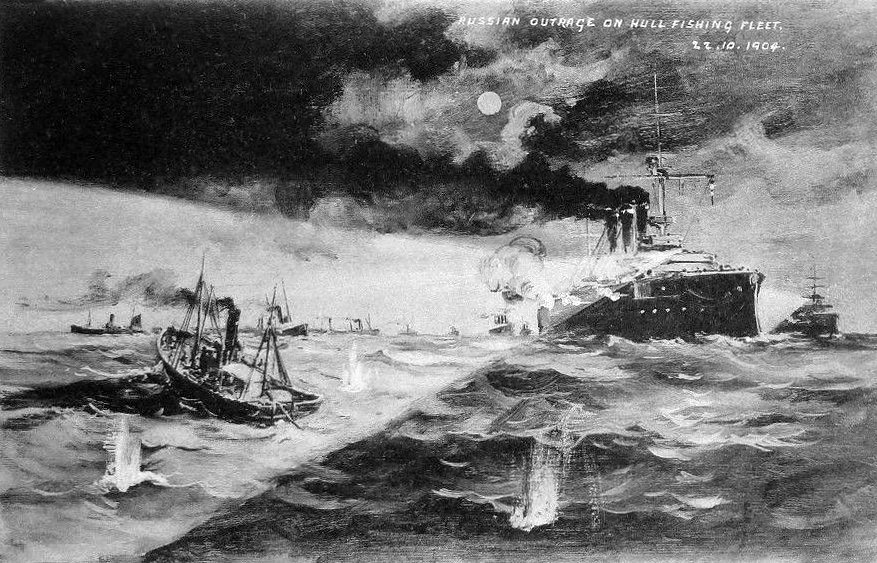
La flota pesquera de Hull atacada por los rusos.

El almirante Zinovy Rozhestvensky había recibido un informe sobre la presencia de cuatro de esas naves, construidas en astilleros ingleses y ya entregadas a sus enemigos.
En medio de una espesa niebla, los rusos confundieron una flota de 48 pesqueros ingleses con las torpederas japonesas y comenzaron a disparar, hundiendo a uno de ellos, el arrastrero Crane, cuyo capitán y primer oficial murieron; a bordo de los demás barcos, seis pescadores resultaron heridos, muriendo uno de ellos meses más tarde. En la confusión, los rusos llegaron a abrir fuego contra sus propios barcos.

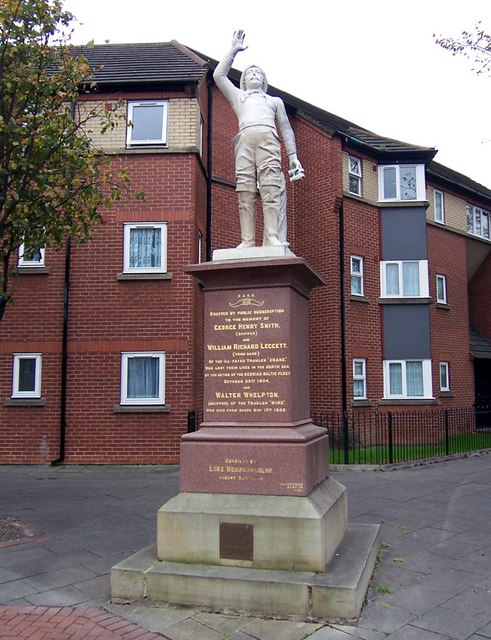
Fisherman's Memorial en Hull.

El incidente causó un serio conflicto diplomático entre Reino Unido y Rusia, más aún teniendo en cuenta la
alianza anglo-japonesa en medio de una guerra con Japón. Ambos países acordaron resolver la cuestión en la Corte Permanente de Arbitraje de La Haya. Allí se creó, el 15 de noviembre de 1904, una comisión de investigación que, tras analizar los hechos del incidente, otorgó una indemnización a los británicos en su informe de 26 de febrero de 1905.
El gobierno ruso acabó pagando 65.000 £ a la flota pesquera de Hull como compensación por los daños causados.

### Batalla del Banco Dogger (1915)
El 24 de enero de 1915, durante la Primera Guerra Mundial, la zona también fue escenario de un encuentro naval, esta vez entre unidades de la Royal Navy, al mando del vicealmirante David Beatty, y de la Kaiserliche Marine, almirante Franz von Hipper. 

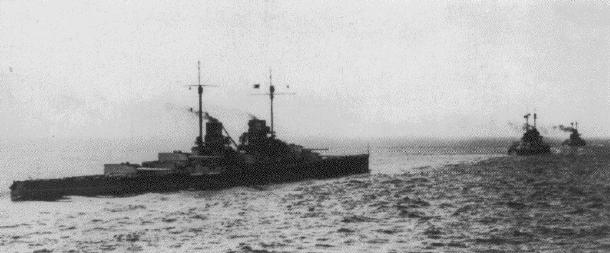
De izquierda a derecha, los cruceros alemanes SMS Derfflinger, SMS Moltke y SMS Seydlitz dirigiéndose a Dogger Bank.

El 23 de enero, una escuadra alemana compuesta por tres cruceros de batalla y un crucero acorazado, apoyados por cuatro cruceros ligeros y dieciocho lanchas torpederas, zarpó hacia las cercanías de Dogger Bank. Allí se encontró con una flota británica de cinco cruceros de batalla, seis cruceros ligeros y 35 destructores. 
La superioridad de fuerzas británica acabó imponiéndose. El acorazado alemán SMS Blücher acabó hundido.

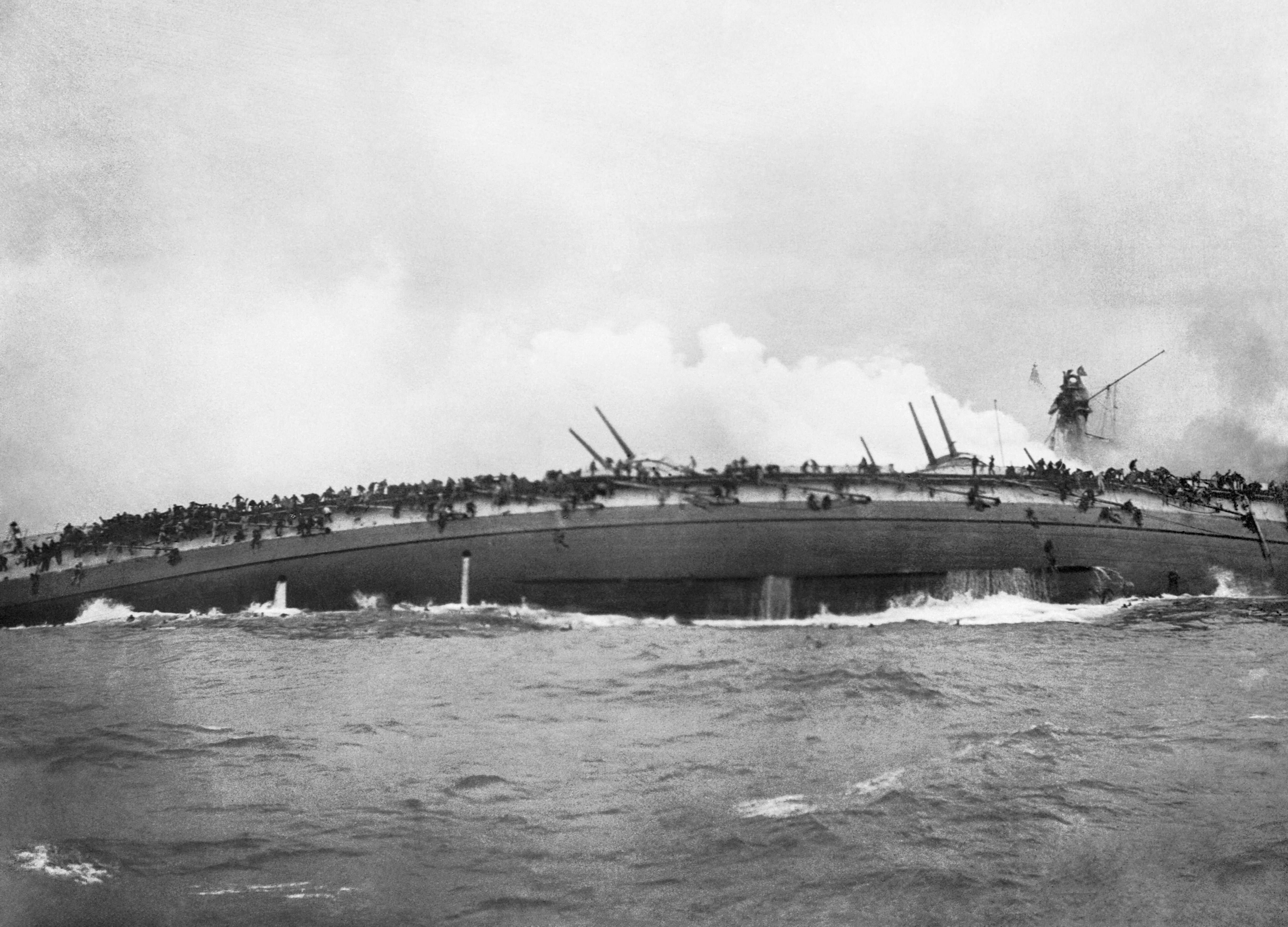
Hundimiento del SMS Blücher.

### Batalla del Banco Dogger (1916)
El 10 de febrero de 1916, una flota alemana de 25 buques torpederos atacó una flota de cuatro sloop-of-war británicos.

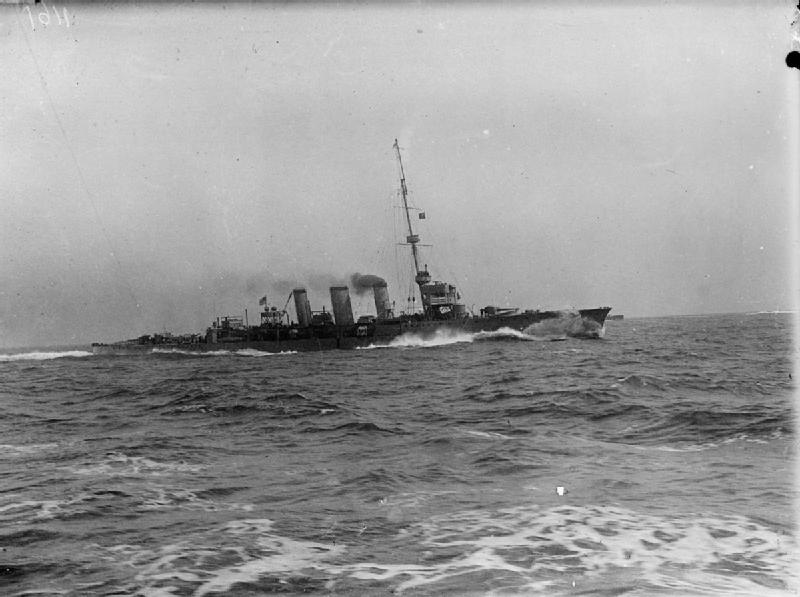
El HMS Arethusa en 1914.

El navío inglés HMS Arabis fue hundido en la batalla y el HMS Arethusa chocó con una mina cuando volvía a puerto. Remolcado cerca de la orilla, se hundió en aguas poco profundas.

### Hundimiento delHai(S170)
El 14 de septiembre de 1966, el submarino alemán Hai (S 170) se hundió durante un temporal. De los veinte tripulantes, sólo se salvó uno, que flotó en las frías aguas durante trece horas hasta ser rescatado.
Se trataba de un antiguo submarino nazi, el U-2365 (Tipo XXIII), que entró en servicio a principios de 1945 y fue hundido ese mismo año en el Kattegat por su propia tripulación, dentro de la operación Regenbogen.
En junio de 1956, fue reflotado y recuperado para barco escuela por la Bundesmarine. Así, en agosto de 1957 fue puesto en servicio por segunda vez con el nombre de Hai (S 170).
El 19 de septiembre de 1966, cinco días después del accidente en Dogger Bank, el submarino fue reflotado por segunda vez, desde 47 m de profundidad, y llevado a Emden para investigar las causas del accidente. Después fue desguazado.

## Terremoto del Banco Dogger
En la madrugada del 7 de junio de 1931 se produjo en la zona un terremoto, que alcanzó un valor de 6,1 en la escala de Richter. Su foco se situó a 23 km bajo el banco, llegando a sentirse el temblor en varios países ribereños del mar del Norte, y causando graves daños a lo largo de la costa oriental de Gran Bretaña, siendo el terremoto más fuerte registrado en Reino Unido.

## Área de pesca
Debido a la múltiple territorialidad de la zona, el banco es una importante área pesquera bastante sobreexplotada.
El banco da su nombre a la región marítima homónima empleada en el Shipping Forecast (Pronóstico marítimo) de BBC Radio 4.

## Parque eólico
En las aguas territoriales del Reino Unido se empezó a construir el parque eólico marino más grande del mundo (East Anglia Hub).
El 7 de octubre de 2023, empezó a girar y a producir electricidad la primera turbina Haliade-X de 13 MW de GE, una de las más grandes (260 m) y potentes.
El proyecto comprende un total de 277 turbinas, que se irán poniendo en marcha progresivamente hasta su plena operación comercial en 2026.